# Kasongo Ngandu
Isaac Ngandu Kasongo, né le 6 décembre 1979 à Kinshasa (Zaïre), est un footballeur congolais à la retraite. Il a joué la majeure partie de sa carrière pour le TP Mazembe.

## Carrière en club
Kasongo a commencé sa carrière de footballeur en 1997 au club de deuxième division SC Cilu. Au cours de la saison 2001, avec l'équipe, il est devenu le champion de la LIFBACO et a participé à la phase finale du championnat national de 2002, au cours de laquelle l'équipe de Lukala a fini quatrième.
En 2002, il défend le TP Mazembe. Lors de sa première saison avec des « corbeaux », il a atteint la finale de la Coupe du pays et a été le leader du tournoi de Lubumbashi jusqu'à son interruption. Dans la saison 2004, Kasongo est devenu vice-champion du pays et a excellé à Lumbumbashi. Par la suite, Kasongo et Mazembe ont remporté le championnat à quatre reprises (2006, 2007, 2009 et 2011) et à deux reprises remporté la Ligue africaine des champions (2009, 2010). Il a joué la Supercoupe de la CAF en 2010 et 2011  également. Dans le même temps, Kasongo a marqué un doublé lors du premier match à domicile de la Ligue des champions 2010 contre l' Espérance.
En 2006 et 2007, il est devenu champion de la ligue avec Mazembe. En 2009, il remporte à nouveau le championnat et remporte la Ligue des champions africaine (1-2 et 1-0 en finale avec Heartland FC).
En conséquence, le Congolais a joué deux fois au championnat du monde des clubs, et Isaac a joué dans tous les matchs de son équipe lors de ces tournois. En 2009, Isaac a marqué un but lors du match pour la cinquième place contre Oakland City, mais les Africains ont finalement perdu (2-3). En 2010, battant Pachuca (1-0) et Internacional (2-0), Mazembe a atteint la finale, où il a perdu contre Inter (0-3).

### Coupe du monde des clubs FIFA 2010
Isaac Kasongo Ngandu, titulaire à la finale de la Coupe du monde des clubs de la FIFA 2010 sur la ligne médiane avec une composition de l'entraineur Lamine N'Diaye de 1-4-5-1. Un match opposant le TP Mazembe de la République Démocratique du Congo au FC Internazionale Milano de l'Italie, ce dernier a vu le club congolais perdre par une note de 0 - 3 en faveur du club italien, une défaite qui honore l'équipe de Isaac Kasongo Ngandu pour cet exploit d'avoir le tout premier club africain d'accéder à la finale de la coupe du monde des clubs de la FIFA en 2010.

## Carrière internationale
Kasongo Ngandu fait partie de l'équipe de la RD Congo depuis 2004. Il était membre de l'équipe congolaise de la Coupe d'Afrique des nations 2006, qui a progressé en quart de finale, où il a été éliminé par l' Égypte, qui a finalement remporté le tournoi.
Au CHAN 2011 et au tournoi amical du Bassin du Nil, qui s'est tenu au Caire en janvier 2011. Dans le match pour la troisième place du tournoi du Caire, les Congolais ont battu les Kenyans avec un score minimum. Kasongo est devenu l'auteur du seul but, ouvrant ainsi le score de ses buts au niveau de l'équipe nationale.

## Vie privée
Isaac Ngandu Kasongo est marié, et dans cette union il a eu deux fils et une fille.

## Buts internationaux
| N° | Date            | Lieu                                    | Adversaire | but | Résultat | Compétitions                  |
| -- | --------------- | --------------------------------------- | ---------- | --- | -------- | ----------------------------- |
| 1  | 17 Janvier 2011 | Arab Contractors Stadium, Caire, Égypte |            | 1–0 | 1–0      | Tournoi du bassin du Nil 2011 |

## Palmarès
- Vainqueur de la Ligue des champions de la CAF en 2009 et 2010 avec le TP Mazembe
- Vainqueur de la Supercoupe de la CAF en 2010 avec le TP Mazembe
- Champion de RD Congo en 2006, 2007 et 2009 avec le TP Mazembe
- LIFKAT en 2006 et 2007 avec le TP Mazembe